# Liste der Baudenkmäler in Winterbach (Schwaben)
Auf dieser Seite sind die Baudenkmäler in der schwäbischen Gemeinde Winterbach zusammengestellt. Diese Tabelle ist eine Teilliste der Liste der Baudenkmäler in Bayern. Grundlage ist die Bayerische Denkmalliste, die auf Basis des Bayerischen Denkmalschutzgesetzes vom 1. Oktober 1973 erstmals erstellt wurde und seither durch das Bayerische Landesamt für Denkmalpflege geführt wird. Die folgenden Angaben ersetzen nicht die rechtsverbindliche Auskunft der Denkmalschutzbehörde.
 Die Liste gibt den Fortschreibungsstand vom 31. August 2017 wieder und umfasst neunzehn Baudenkmäler.

## Ensembles

### Ensemble Ortskern Rechbergreuthen
Das Ensemble umfasst eine mittelschwäbische Rodungssiedlung aus dem 14. Jahrhundert, planmäßig angelegt als Angerdorf. Der Name weist auf die Marschälle von Rechberg, in deren Auftrag hier um 1300 in einem großen Waldgebiet gerodet wurde. Streifenförmig zu Seiten des Angers sind die Flurstücke angeordnet, denen die oft noch eingeschossigen Bauernhäuser liegen, die giebelseitig mit gleicher Firstrichtung dem Anger zugekehrt sind. Die Kirche steht inmitten des Dorfes auf dem Anger. Aktennummer: E-7-74-196-1.

## Baudenkmäler nach Ortsteilen

### Winterbach
| Lage                       | Objekt                                              | Beschreibung                                                                   | Akten-Nr.    | Bild           |
| -------------------------- | --------------------------------------------------- | ------------------------------------------------------------------------------ | ------------ | -------------- |
| Kirchberg 5 (Standort)     | Pfarrhof                                            | Ende 18. Jahrhundert.                                                          | D-7-74-196-1 | weitere Bilder |
| Kirchberg 5 1/2 (Standort) | Katholische Pfarrkirche St. Gordianus und Epimachus | Neugotischer Backsteinbau, 1895/96 von Ferdinand Schildhauer; mit Ausstattung. | D-7-74-196-2 | weitere Bilder |

### Delkenmühle
| Lage                     | Objekt  | Beschreibung                                 | Akten-Nr.    | Bild |
| ------------------------ | ------- | -------------------------------------------- | ------------ | ---- |
| Delkenmühle 1 (Standort) | Kapelle | 1950 erneuert; mit historischer Ausstattung. | D-7-74-196-3 | BW   |

### Eisingerhof
| Lage                        | Objekt      | Beschreibung                      | Akten-Nr.    | Bild |
| --------------------------- | ----------- | --------------------------------- | ------------ | ---- |
| Beim Eisingerhof (Standort) | Feldkapelle | 19. Jahrhundert; mit Ausstattung. | D-7-74-196-5 | BW   |

### Rechbergreuthen
| Lage                     | Objekt                               | Beschreibung                                                                                     | Akten-Nr.     | Bild           |
| ------------------------ | ------------------------------------ | ------------------------------------------------------------------------------------------------ | ------------- | -------------- |
| Dorfstraße (Standort)    | Katholische Pfarrkirche St. Nikolaus | Saalbau, 1681/82.                                                                                | D-7-74-196-10 | weitere Bilder |
| Dorfstraße 25 (Standort) | Gasthaus Hirsch                      | Giebelbau, im Kern 18. Jahrhundert.                                                              | D-7-74-196-6  | BW             |
| Dorfstraße 26 (Standort) | Pfarrhaus                            | Mit kräftigem Traufprofil, zweite Hälfte 18. Jahrhundert.                                        | D-7-74-196-9  | BW             |
| Dorfstraße 34 (Standort) | Bauernhaus                           | Wohnteil eingädig, 18. Jahrhundert.                                                              | D-7-74-196-8  | BW             |
| Glöttwiesen (Standort)   | Wasserwerk Rechbergreuthen           | Erdgeschossiger Satteldachbau, 1908 errichtet, 2007/08 restauriert; mit technischer Ausstattung. | D-7-74-196-30 | BW             |

### Waldkirch
| Lage                                                              | Objekt                            | Beschreibung | Akten-Nr.     | Bild           |
| ----------------------------------------------------------------- | --------------------------------- | --- | ------------- | -------------- |
| Am Bauernholz; Kr GZ 11; an der Straße nach Mönstetten (Standort) | Bildstock mit Kerkerchristus      | 1959 als Kopie eines älteren.                                                                                   | D-7-74-196-15 | BW             |
| Gemeinde, nördlich des Ortes (Standort)                           | Brunnenkapelle                    | 1838 auf älterer Grundlage; mit Ausstattung.                                                                    | D-7-74-196-14 | BW             |
| Bei Kapelle Frauenbrunn (Standort)                                | Grenzstein                        | Bezeichnet mit 1772, sogenannter Römerstein; ehemals in der Flur.                                               | D-7-74-196-16 | BW             |
| Kirchplatz 1 (Standort)                                           | Gasthof Adler                     | 18. Jahrhundert; mit eisernem Wirtshausschild.                                                                  | D-7-74-196-12 | BW             |
| Oberdorfstraße 18 (Standort)                                      | Pfarrhaus                         | Satteldachbau, 1699, mit Zwerchhaus, Mitte 18. Jahrhundert, Fassadenbemalung 18. Jahrhundert.                   | D-7-74-196-13 | weitere Bilder |
| Oberdorfstraße 18 1/2 (Standort)                                  | Katholische Pfarrkirche St. Maria | Saalbau 1745, Joseph Dossenberger zugeschrieben, mit älterem Chor, Turm und Zwiebelhaube 1730; mit Ausstattung. | D-7-74-196-11 | weitere Bilder |
| Nördlich des Ortes im Walde ()                                    | Grenzstein                        | Bezeichnet mit dem Jahr 1772.                                                                                   | D-7-74-196-17 |                |

## Abgegangene Baudenkmäler
In diesem Abschnitt sind Objekte aufgeführt, die früher einmal in der Denkmalliste eingetragen waren, jetzt aber nicht mehr existieren, z. B. weil sie abgebrochen wurden. Aktennummern in diesem Abschnitt sind ehemalige, jetzt nicht mehr gültige Aktennummern.

| Lage                                     | Objekt     | Beschreibung                       | Akten-Nr.    | Bild |
| ---------------------------------------- | ---------- | ---------------------------------- | ------------ | ---- |
| Rechbergreuthen Dorfstraße 38 (Standort) | Bauernhaus | Wohnteil eingädig, 18. Jahrhundert | D-7-74-196-7 | BW   |